# Pietro Holl
Pietro Holl (Roma, 2 maggio 1780 – Roma, 29 gennaio 1850) è stato un architetto italiano.

## Biografia
Nacque a Roma il 2 maggio 1780 da Giuseppe Holl, falegname, e Olimpia Crescenzi. Si formò presso l'Accademia di San Luca, frequentando i corsi di architettura, e mostrò un precoce talento, aggiudicandosi appena quindicenne il primo premio nella terza classe del concorso Clementino nel 1795, con tre acquerelli rappresentanti l'altare del Santissimo Sacramento nella basilica di San Pietro in Vaticano di Gian Lorenzo Bernini, e il secondo premio del concorso Balestra nel 1801 per la progettazione della Scuola militare per l'istruzione della Compagnia del Genio.
Nel 1804 redasse una pianta degli scavi archeologici di Ostia e proseguì la sua formazione presso le Scuole cristiane di disegno, dove assistette il direttore De Dominicis del quale divenne successore nel 1806. Sotto la sua direzione l'istituzione conobbe un discreta fortuna, iniziando ad organizzare anche corsi annuali di architettura civile. Nel 1808 sposò Anna Garinei, con la quale ebbe sei figli: Filippo, Luigi (nato nel 1821, anch'egli architetto), Francesco (morto di tisi nel 1842), Cesare (morto nel 1848), Salvatore e Angelo.
Nominato accademico di merito di San Luca nel 1818 e membro della Congregazione dei Virtuosi al Pantheon nel 1816, di cui fu anche reggente nel 1825, si occupò di diversi restauri, tra cui il rifacimento delle incavallature dei tetti del palazzo apostolico in Laterano e la ricostruzione del tempietto di Sant'Elena della basilica di Santa Maria in Aracoeli, e di nuove opere, tra cui un arco di trionfo nei pressi del lago di Traiano commissionato da Domenico Pallavicini ed eretto in onore della visita di papa Gregorio XVI a Fiumicino il 14 maggio 1835.
Divenne architetto del tribunale del governo ed ebbe l'incarico, tra il 1820 e il 1821, di portare avanti ispezioni nei principali teatri di Roma per verificarne agibilità e sicurezza. Verificò lo stato dei lavori del teatro Valle mentre nel 1826 gli fu assegnato l'incarico di progettare e realizzare l'ampliamento del teatro Argentina.
Morì a Roma il 29 gennaio 1850.